# 秘密審判
秘密审判（英語：Secret trial）指不对公众开放的审判，一般也不會被新闻报道，甚至任何审判程序也不會公開。一般當局也不向外界提供案件的官方记录或法官的判决书。通常此類審判也没有起诉书。被告不能获得律师的帮助，也不能与控方证人对质。此一審判方式曾被用於臺灣白色恐怖時期中的軍事審判。几乎现代每一个獨裁政權都存在秘密审判，不過即使是民主政权中也有秘密审判。